# 圣米夏埃利斯东
圣米夏埃利斯东是德国石勒苏益格－荷尔斯泰因州的一个市镇。总面积23.05平方公里，总人口3598人，其中男性1790人，女性1808人（2011年12月31日），人口密度156人/平方公里。